# Sami Allagui
Samuel Allagui (Dusseldorf, Alemania, 28 de mayo de 1986) es un exfutbolista alemán nacionalizado tunecino que jugaba de delantero.
En octubre de 2020 anunció su retirada debido a problemas físicos.

## Selección nacional
Fue internacional con la selección de fútbol de Túnez en 26 ocasiones y anotó 5 goles.

## Clubes
| Club                        | País     | Año       |
| --------------------------- | -------- | --------- |
| R. S. C. Anderlecht         | Bélgica  | 2005-2007 |
| K. S. V. Roeselare (cedido) | Bélgica  | 2007      |
| F. C. Carl Zeiss Jena       | Alemania | 2007-2008 |
| SpVgg Greuther Fürth        | Alemania | 2008-2010 |
| 1. FSV Maguncia 05          | Alemania | 2010-2012 |
| Hertha de Berlín            | Alemania | 2012-2017 |
| 1. FSV Maguncia 05 (cedido) | Alemania | 2014-2015 |
| F. C. St. Pauli             | Alemania | 2017-2019 |
| Royal Excel Mouscron        | Bélgica  | 2019-2020 |